# Maindu (Kedungpring)
Maindu is een bestuurslaag in het regentschap Lamongan van de provincie Oost-Java, Indonesië. Maindu telt 1679 inwoners (volkstelling 2010).